# Delle relazioni universali
Delle relazioni universali è un'opera di Giovanni Botero pubblicata, nella sua prima parte a Roma presso la stamperia del popolo romano di Giorgio Ferrari nel 1591. Il componimento letterario finale, composto di sei parti, vede la sua ultimazione solo nel 1618, a Venezia, presso Alessandro Vecchi.
Lo scritto riguardante la prima parte, è suddiviso in ulteriori sei libri, corrispondenti alla descrizione dei continenti dell'Europa (libro primo), dell'Asia (libro secondo), dell'Africa (libro terzo), del Nuovo Mondo (libro quarto per la penisola settentrionale, libro quinto per la penisola meridionale) e delle isole del mondo (libro sesto). Ogni libro al proprio interno contiene una vasta descrizione geografica ed etnografica dei territori, delle regioni e degli Stati al tempo conosciuti.

## Prima parte

### Prefazione
L'opera fu commissionata dal neo-cardinale Federico Borromeo e dedicata da Botero al cardinale e principe Carlo di Lorena, strenuo difensore del cattolicesimo durante la riforma luterana. L'oggetto d'indagine è descrivere la presenza della religione cristiana nel mondo al fine di diffondervi il cristianesimo ed epurare gli eretici e gli infedeli. Il testo è di natura geografico-descrittiva, in quanto l'autore riteneva che solo attraverso la conoscenza del mondo e dei suoi popoli la Chiesa di Roma, tramite l'azione dei suoi cardinali, sarebbe divenuta propriamente cattolica, quindi universale.

### Europa - Libro primo
L'Europa è presentata come il continente geograficamente più piccolo, ma nonostante ciò, secondo l'autore, l'ingegno europeo è pari a quello sviluppato dagli asiatici e superiore a quello dei popoli africani. Inoltre, imperi "occidentali" quali quello di Alessandro Magno e di Roma si estero ben oltre i confini europei, conquistando sia l'Asia che l'Africa, mentre non successe con quelli "orientali". Invenzioni come la stampa e la polvere da sparo (sviluppate per la prima volta in Asia) sono state migliorate in Europa a tal punto da farle sembrare cosa diversa dall'originale, gli europei si sono resi protagonisti anche della scoperta della calamita ad Amalfi e si sono dimostrati abili nella navigazione dei mari e nel controllo dei venti alla scoperta di terre inesplorate. Le scienze nate in Egitto e in Medio Oriente sono state assimilate anche in Europa. Infine, la religione cristiana è, secondo Botero, pura solo in Europa.
Dal punto di vista geografico non esiste continente più ricco di fiumi e maggiormente bagnato dai mari, ciò permette all'Europa di essere estremamente fertile (priva di deserti diversamente dagli altri continenti) e ricca di commerci grazie ai corsi d'acqua che la attraversano. E', secondo l'autore, il continente naturalisticamente e faunisticamente meno ostile, invece vi risiede un'ampissima presenza di popoli e conta numerosissime città, che permettono il fiorire della politica e delle arti. Infine, si afferma che in Europa manchino le spezie, ma secondo l'autore la loro funzione è più quella di degradare i popoli che di renderli migliori.
In seguito, l'opera prosegue con la descrizione delle singole regioni ed entità sovrane presenti nel continente e dei corrispettivi abitanti.

### Asia - Libro secondo
Il continente asiatico è proposto come
La più grande poiché la superficie totale supera quella di qualsiasi altro continente, mentre la più nobile in quanto fu qui che Dio creò l'uomo, fece i suoi miracoli e fu il luogo in cui si svolsero le vicende bibliche. Inoltre fu in Asia che sorsero le prime città e con esse le prime scienze. Fu la patria di molte importanti monarchie come quelle degli Assiri, dei Medi, dei Persiani e dei Parti. Diversamente rispetto alla sezione dedicata all'Europa, Botero consiglia di non sottovalutare come quest'angolo di mondo sia l'unico che produca spezie e gemme estremamente preziose. Infine, l'autore ammonisce che la conoscenza cartografica dell'antichità era incompleta in quanto poneva i confini del continente asiatico con l'Europa sul fiume Tanai e con l'Africa sul Nilo, fiumi di cui non conoscevano ne l'intero corso ne la sorgente. Ciò portò, erroneamente, a far credere agli antichi che non vi fossero terre oltre questi confini.
L'opera prosegue descrivendo nel dettaglio la divisione territoriale dell'Asia e dei suoi popoli.

### Africa - Libro terzo
Secondo Botero il termine "Africa" potrebbe derivare da "Afer", discendente di Abramo, o dalla parola "aprica", in riferimento alla forte esposizione solare che il continente riceve durante l'anno. Per quest'ultima ragione fu a lungo tempo considerato una terra inabitabile e di conseguenza fu poco esplorata al di fuori delle sue coste, le quali condividono il Mar Mediterraneo con l'Europa e il Mar Rosso con l'Asia. Anche in Africa ci furono importanti dinastie e regni, a partire dagli Egizi e proseguendo con i cartaginesi, fino a giungere ai regni di Fez, del Marocco e dell'Etiopia.
Lo scritto prosegue con l'esposizione dei territori africani e delle genti che vi risiedono.

### Nuovo Mondo - Libro quarto e Libro quinto
Il continente americano è proposto come un "Nuovo Mondo" a causa della 
In riferimento ai popoli che vi abitano, l'autore riporta che la loro carnagione varia dal marrone scuro al giallo oro a seconda dei luoghi. Le loro usanze sono definite 
a causa di alcuni cibi di cui si nutrono, dei loro costumi e delle pratiche sessuali tipiche di quei luoghi.
L'autore riferisce che la fonte di nutrimento principale delle popolazioni del continente americano è il mais, pianta che matura molto velocemente e che permette loro di ottenere abbondanti raccolti. Il mais viene utilizzato in diversi modi: ridotto a farina, sotto forma di pane o fermentato per ricavarne una bevanda alcolica (Chicha). Essendo un prodotto così versatile, le popolazioni americane non nutrono interesse per il frumento europeo. I loro vestiti sono ricavati da pelli di animali o dal cotone, altra pianta abbondante sul continente, anche se la maggior parte di loro si veste unicamente per coprire le parti intime. Diversamente dagli altri popoli, l'autore sostiene che gli abitanti di questo continente non utilizzino lo scambio monetario, dispongono delle viti ma non producono vino e non estraggono il ferro dai loro giacimenti. Però, fondono sapientemente l'oro e l'argento, oltre a produrre coltelli ricavati dalla pietra.
L'autore suddivide la geografia del continente americano tra la penisola settentrionale e quella meridionale, le quali sono a loro volta collegate tramite un istmo. Botero afferma inoltre che, nonostante le innumerevoli spedizioni di scoperta compiute dagli esploratori europei, la conoscenza del Nuovo Mondo è piuttosto limitata e che le sue fonti ricadranno sulle relazioni di viaggio dei missionari ritenute più verosimili.
L'opera prosegue con l'analisi dei territori della penisola settentrionale e meridionale e la descrizione dei nativi con cui gli europei sono venuti in contatto.

### Isole - Libro sesto
Terminata l'esposizione nei riguardi dei continenti, l'autore dedica l'ultima sezione della prima parte delle Relazioni Universali alle isole sparse per i mari. Secondo Botero infatti, 
Inoltre, le isole aiutano l'esplorazione dei mari, come i corsi d'acqua quella della terra ferma. 
La maggior parte delle isole rimangono tutt'ora sconosciute poiché la maggior parte di esse sono state scoperte casualmente, altre sono state solo intraviste, mentre di molti arcipelaghi non si conosce il numero esatto delle terre emerse.
La sezione prosegue con la descrizione delle isole e degli isolani del mondo seguendo l'ordine sud-ovest verso nord-est.

## Laprima partee il pensiero di Botero

### Geografia, etnografia e territorio nelleRelazioni Universali
La descrizione geografica ed etnografica proposta da Botero all'interno della prima parte delle Relazioni Universali non è da intendersi come una mera esposizione cartografica fine a se stessa, ma rappresenta il modello interpretativo per comprendere le successive parti dell'opera. Il controllo del territorio, e di conseguenza la forza o la debolezza di uno stato, ancor prima che dalla presenza o meno di un potere centralizzato, dipende innanzitutto dalla sua conformazione geo-morfologica. Infatti, a seconda che quest'ultima sia pianeggiante, collinare o prevalentemente montuosa, più o meno attraversata dai fiumi o bagnata dai mari, deriva una diversa distribuzione della popolazione e delle città sul territorio, lo sviluppo di un'economia fondata sulla terra piuttosto che sui commerci fluviali e marittimi e un maggior o minor livello di difendibilità in caso di incursione nemica. La differente composizione di questi elementi, sempre secondo l'autore, fa dipendere un diverso sviluppo delle usanze, delle tradizioni, degli ingegni, della politica e dei governi, tutti elementi che Botero inserisce all'interno della macro-categoria del "grado di civiltà" di un popolo, da cui dipende a sua volta il loro tipo di credenze e pratiche religiose. Quindi, il paradigma tradizionale risalente alla scuola di Sant'Agostino e Tommaso d'Aquino nelle Relazioni Universali è rovesciato dall'autore: non è più la fede cristiana il presupposto per la civilizzazione di un popolo ma la presenza di un potere statale, garante di civiltà e pertanto efficace mezzo di diffusione del cattolicesimo. Di conseguenza, la descrizione geografica delle terre e dei rispettivi popoli al tempo conosciuti, e proposta in questa prima parte, rappresenta per Botero non solo un modo per giustificare le sue valutazioni sugli stati territoriali e sul diverso attechimento della religone cristiana cattolica nel mondo nelle successive sezioni delle Relazioni, ma anche la dimostrazione che l'opera possiede una sua struttura coerente in tutte le sue parti, nonostante siano state pubblicate separatamente e a distanza di anni.

### Il nuovo ruolo della Chiesa di Roma
La genealogia della prima parte delle Relazioni Universali, come delle successive, fu fortemente condizionata da un clima geo-politico internazionale in continuo divenire, mentre Roma - luogo di pubblicazione dell'opera - rappresentava la città in cui meglio si percepivano questi cambiamenti. La seconda metà del '500 fu infatti contraddistinta da forti tensioni religiose, politiche, militari e culturali: l'Europa era contesa tra i protestanti della Riforma luterana e i cattolici della Controriforma, in Francia dilagarono le guerre di religione tra cattolici e ugonotti fino all'emanazione dell'Editto di Nantes, la Spagna di Filippo II si era imposta a livello internazionale dopo la pace di Cateau-Cambresis, mentre in concomitanza con l'insorgere dei primi stati territoriali iniziava a diffondersi il  machiavellismo politico. Consapevole di questo scenario, Botero decise di ripensare il primato della Chiesa cattolica, parzialmente perduto dopo la riforma, proprio a partire dai bagliori della formazione del nuovo sistema interstatale. 
Dal momento che lo Stato pontificio non possedeva un impero, ne i mezzi per la conquista o il controllo del territorio, tali compiti vengono demandati da Botero alle singole entità statali, la cui essenza è il dominio dei popoli ed esiste di fatto, mentre la loro legittimità è data solo dall'essere cattolici e riconoscere l'autorità pontificia. Di conseguenza, queste ultime, tramite le istruzioni geografiche ed etnografiche all'interno delle Relazioni Universali perseguono un'efficace conquista di nuovi territori, come nel Nuovo Mondo, che garantisce alla Chiesa di Roma l'invio dei gesuiti a scopo evangelizzatore. La presenza evangelizzatrice dei gesuiti consente quindi un'appropriazione astratta del territorio, non tramite il controllo politico ma attraverso la fede. Questa forma di sapere risponde chiaramente a delle esigenze pratiche poiché Botero riteneva che la Chiesa di Roma dovesse abbandonare le sue tradizionali legittimazioni teologiche per farsi arbitro dei poteri temporali e nuovo "ago della bilancia" internazionale. Solo così si sarebbe compiuto il progetto universalistico del cattolicesimo.

## Parti ed edizioni

### Edizioni originali
Di seguito sono riportate le diverse parti pubblicate separatamente e le edizioni principe delle Relazioni Universali. Ogni nota presenta la descrizione di ogni parte proposta dallo stesso Botero nel frontespizio dell'edizione del 1618:
- Prima parte: Roma, Giorgio Ferrari, 1591[9];
- Seconda parte: Roma, Giorgio Ferrari, 1592[10];
- Revisione seconda parte: Roma, Giorgio Ferrari, 1592;
- Revisione prima parte: Roma, Giorgio Ferrari, 1595;
- Terza parte: Roma, Giorgio Ferrari, 1595[11];
- Prima edizione completa con la quarta parte: Bergamo, Comin Ventura, 1596[12];
- Revisione seconda parte: Roma, Giorgio Ferrari, 1597;
- Nuova edizione completa con la sesta parte: Venezia, Alessandro Vecchi, 1618[13];
- Quinta parte: versione conclusa nel 1611 ma rimasta inedita, pubblicata postuma da Carlo Gioda nel 1894[14].

### Edizioni moderne
- Edizione 2015: Aragno, a cura di B.A. Raviola; ISBN 8884197228;
- Edizione 2017: Aragno, a cura di B.A. Raviola; ISBN 9788884199249.